# Рагби 15 репрезентација Аустрије
Рагби репрезентација Аустрије је рагби јунион тим који представља Аустрију у овом екипном спорту. Рагби репрезентација Аустрије се такмичи у дивизији 2Ц купа европских нација. Рагби савез Аустрије основан је 1990. Енглези су донели рагби у Аустрију, а прва рагби утакмица у Аустрији одиграна је 14. априла 1912. Први званичан меч репрезентације Аустрија у рагбију одиграла је 3. марта 1992., против Мађарске, а резултат је био 9-23. Најубедљивију победу (77-0) Аустрија је остварила над Луксембургом 12. маја 2001. Најтежи пораз Аустрији је нанела Украјина (78-0).